# Stretto di Gaspar
Lo stretto di Gaspar (indonesiano: Selat Gaspar) è uno stretto che separa le isole indonesiane di Belitung e Bangka. Lo stretto di Gaspar, come lo stretto di Karimata e lo stretto di Bangka collega il Mar Cinese Meridionale con il Mar di Giava.
Lo stretto raggiunge i 70 km di lunghezza e gli 80–100 km di larghezza e nel suo tratto di mare sono presenti numerose isole, tra cui Lepar, Liat, Mendanau e Selui. La città principale che si affaccia sullo stretto è Tanjung Pandan, situata sull'isola di Belitung.